# Kefar Azza
Kefar Azza (hebr. כפר עזה) – kibuc położony w Samorządzie Regionu Sza’ar ha-Negew, w Dystrykcie Południowym, w Izraelu. Członek Ruchu Kibuców (Ha-Tenu’a ha-Kibbucit).
Leży w północno-zachodniej części pustyni Negew, w pobliżu Strefy Gazy.

## Historia
Kibuc został założony w 1951 roku przez imigrantów z Egiptu.
7 października 2023 roku w godzinach porannych kibuc padł ofiarą napaści rządzącego Strefą Gazy ugrupowania Hamas w ramach ataku tego ugrupowania na Izrael, który zapoczątkował wojnę Izraela z Hamasem. Po dostaniu się do kibucu bojownicy Hamasu zabijali lub uprowadzali jako zakładników jego mieszkańców. Jak później podawały media, przy dokonywaniu morderstw dopuszczali się licznych okrucieństw. Angażowali się także w strzelaniny z przybyłymi do kibucu jednostkami Sił Obronnych Izraela, którym odzyskanie pełnej kontroli nad tym obszarem zajęło 2,5 dnia. Według stanu na 16 października 2023 roku podczas wydarzeń w Kefar Azza życie straciły co najmniej 52 osoby, potwierdzone było uprowadzenie 7 osób, zaś 13 uznawano za zaginione, a ich los pozostawał nieznany. 

## Gospodarka
Gospodarka kibucu opiera się na intensywnym rolnictwie.